# Игуман Никодим (Комљеновић)
Никодим Комљеновић (Рајловац код Сарајева, 24. март 1945 — Манастир Ђурђеви ступови, 7. април 2002) био је православни протосинђел и игуман Манастира Ђурђеви ступови.

## Биографија
Протосинђел Никодим (Комљеновић) рођен је 24. марта 1945. у Рајловацу код Сарајева. За јерођакона и потом за јеромонаха рукоположен је 1966. године у Манастиру Острогу од Митрополита црногорско-приморског Данила Дајковића. У току 1978. године отац Никодим је постављен за сабрата Цетињског манастира.
У том својству он ће 1991. године преузети и звање настојатеља Цетињског манастира. Већ октобра 1992. отац Никодим је постављен за настојатеља Манастира Ђурђеви ступови код Берана. У том звању остаје све до упокојења.
Упокојио се у Господу 7. априла 2002. године и сахрањен је на гробљу Манастир Ђурђеви ступови код Берана.